# 圣康坦德朗萨讷
圣康坦德朗萨讷（法語：Saint-Quantin-de-Rançanne，法語發音：[sɛ̃ kɑ̃tɛ̃ də ʁɑ̃san]）是法国滨海夏朗德省的一个市镇，属于桑特区。

## 地理
圣康坦德朗萨讷（45°31'59"N, 0°35'38"W）面积9.11 平方千米，位于法国新阿基坦大区滨海夏朗德省，该省份为法国西部滨海省份，北起旺代省，西临大西洋，南至吉倫特省，东南接多爾多涅省，东北接德塞夫勒省接壤，东临夏朗德省。
与圣康坦德朗萨讷接壤的市镇（或旧市镇、城区）包括：贝吕尔、尚帕尼奥勒、日夫勒扎克、马兹罗勒、蓬镇、圣帕莱德菲奥兰、唐扎克。

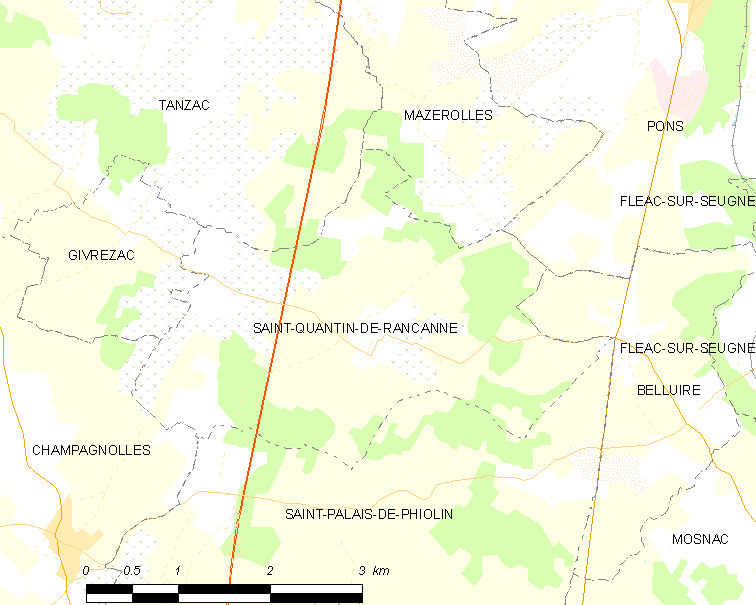
圣康坦德朗萨讷的OSM定位图

圣康坦德朗萨讷的时区为UTC+01:00、UTC+02:00（夏令时）。

## 行政
圣康坦德朗萨讷的邮政编码为17800，INSEE市镇编码为17388。

## 政治
圣康坦德朗萨讷所属的省级选区为蓬镇县。

## 人口

1962-2008年间圣康坦德朗萨讷人口变化图示

圣康坦德朗萨讷于2022年1月1日时的人口数量为263人。